# Dencoeliopsis
Dencoeliopsis — рід грибів родини Helotiaceae. Назва вперше опублікована 1971 року.

## Класифікація
До роду Dencoeliopsis відносять 2 види:
- Dencoeliopsis betulicola
- Dencoeliopsis johnstonii